# Shishan (sockenhuvudort i Kina, Jiangxi Sheng, lat 29,36, long 116,48)
Shishan är en sockenhuvudort i Kina. Den ligger i provinsen Jiangxi, i den sydöstra delen av landet, omkring 95 kilometer nordost om provinshuvudstaden Nanchang. Antalet invånare är 15 942. Befolkningen består av 8 186 kvinnor och 7 756 män. Barn under 15 år utgör 28,0 %, vuxna 15-64 år 64 %, och äldre över 65 år 6,0 %.
Runt Shishan är det tätbefolkat, med 511 invånare per kvadratkilometer. Närmaste större samhälle är Youdunjie, 15,1 km öster om Shishan. Trakten runt Shishan består till största delen av jordbruksmark.
Genomsnittlig årsnederbörd är 2 232 millimeter. Den regnigaste månaden är juni, med i genomsnitt 350 mm nederbörd, och den torraste är oktober, med 55 mm nederbörd.